# Fairchild Dornier 428JET
Fairchild Dornier 428JET je bilo predlagano dvomotorno reaktivno regionalno potniško letalo. 44-sedežno letalo je načrtovalo podjetje Fairchild Dornier in naj bi bil del širšega programa z letali 328JET, 428JET, 728JET in 928JET. Letala bi konkurirala z letali Embraer Regional Jet/Embraer E-Jet in Canadair Regional Jet. Program 428JET so objavili 19. maja 1998 in ga prekinili leta 2000
428JET bi bil podaljšana verzija letala 328JET s 44 sedeži. Obe letali bi imeli skupni "Type Rating" - kar pomeni, da bi piloti lahko leteli z obemi letali s skupno licenco, potrebno bi bilo le krajše prešolanje. Bili so tudi načrti za sestavljanje 428JET v Izraelu pri podjetju Israel Aerospace Industries. Program so prekinili 8. avgusta 2000Reaktivna letala z okrog 50 sedeži so zaradi velike porabe goriva neekonomična v primerjavi z turbopropelerskimi.

## Tehnične specifikacije
- Posadka: 2
- Kapaciteta: 44 potnikov
- Dolžina: 24,69 m (81 ft 0 in)
- Razpon kril: 21,78 m (71 ft 5 in)
- Višina: 7,09 m (23 ft 3 in)
- Površina kril: 47,8 m2 (515 sq ft)
- Prazna teža: 11 645 kg (25 673 lb)
- Gros teža: 19 950 kg (43 982 lb)
- Maks. vzletna teža: 19 800 kg (43 652 lb)
- Kapaciteta goriva: 4640kg
- Motorji: 2 × Pratt & Whitney Canada PW308B Turbofan, 32,9 kN (7 400 lbf) vsak

- Potovalna hitrost: 765 km/h (475 mph; 413 kn)
- Dolet: 1 665 km (1 035 mi; 899 nmi)
- Višina leta (servisna): 10 670 m (35 007 ft)